# Zdzisław Kawecki
Zdzisław Szczęsny Kawecki-Gozdawa (Husiatyn, 21 maggio 1902 – Katyń, 1940) è stato un cavaliere polacco.

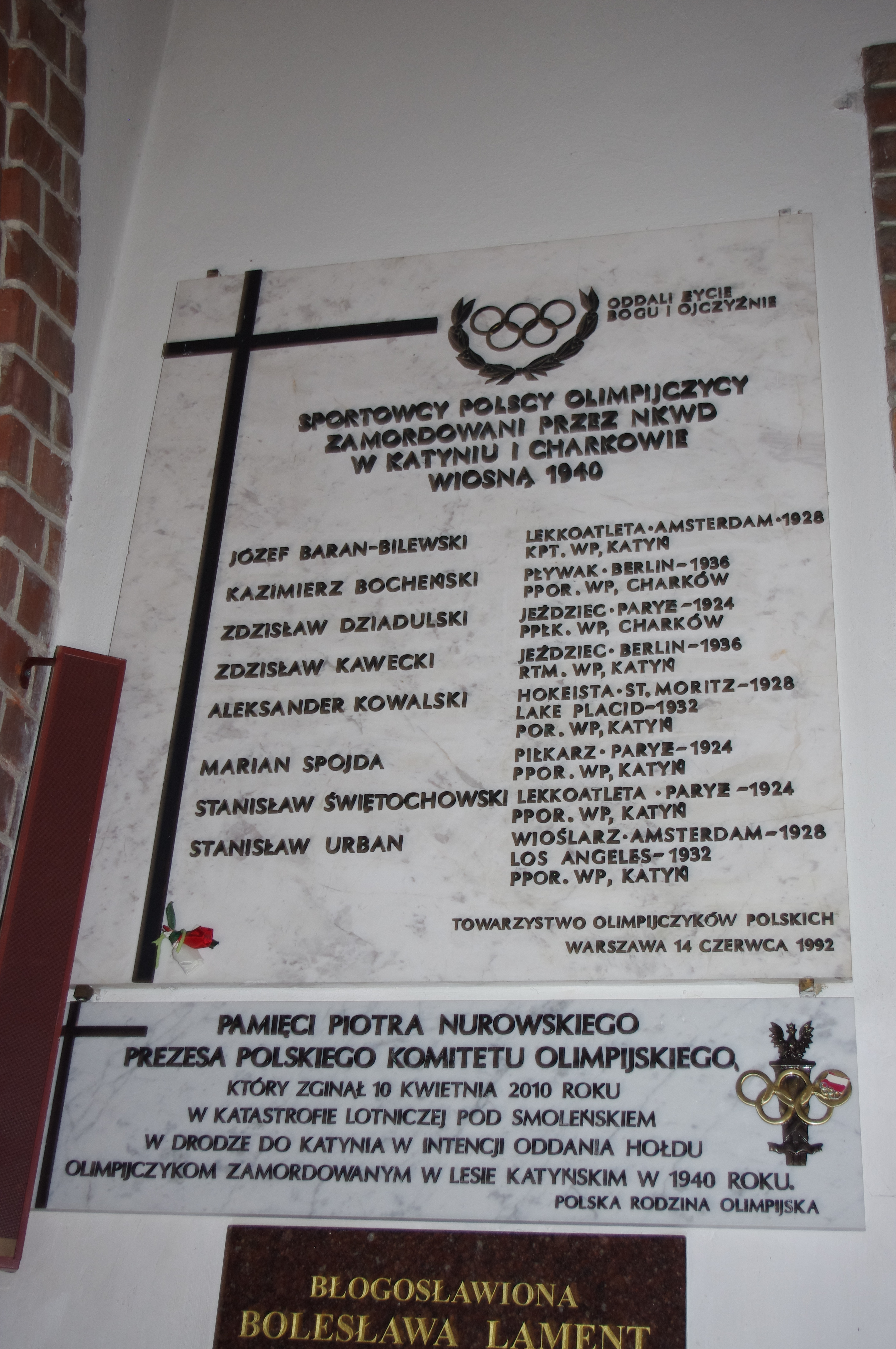

È una delle vittime del massacro di Katyn'.

## Palmarès

### Olimpiadi
- Argento a Berlino 1936 nel concorso completo a squadre.